# Rue du Théâtre
La rue du Théâtre est une rue du 15e arrondissement de Paris.

## Situation et accès
La rue du Théâtre commence au quai de Grenelle et aboutit rue de la Croix-Nivert.
Elle croise la rue Robert-de-Flers, la rue Émeriau, la rue Saint-Charles, la rue de Lourmel, la rue Violet, l'avenue Émile-Zola et la rue du Commerce.
La rue Héricart, la rue Georges-Citerne, la rue de Tournus et la cité Thure commencent ou aboutissent rue du Théâtre.
On y trouve l'École active bilingue Jeannine-Manuel au no 70. Une station de Vélib' est proposée au croisement avec la rue de Lourmel.

## Origine du nom
La rue tient son nom du fait qu'elle menait au théâtre de Grenelle, qui se trouvait au 55, rue de la Croix-Nivert, et qui a fermé en 1929.

## Historique

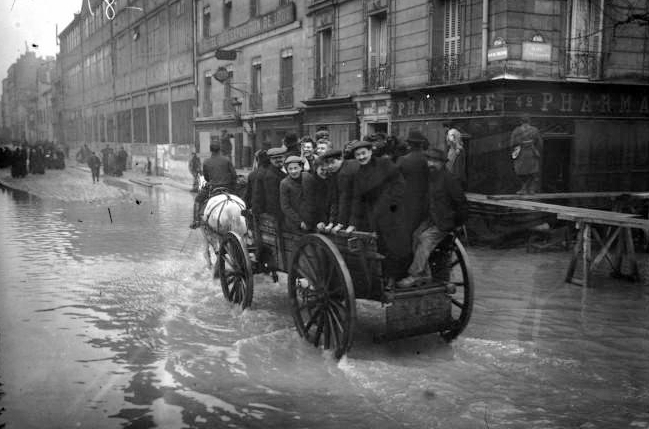
Inondation de la rue du Théâtre pendant la crue de la Seine de 1910.

La rue du Théâtre est une ancienne voie de la commune de Grenelle. Elle porte le nom de rue Ginoux sur le plan de Girard de 1843. 
Elle reliait le port de Grenelle et ses cafés pour les mariniers au théâtre de Grenelle. Elle intègre la nomenclature des rues de Paris par décret du 23 mai 1863.
En 1972, lors de l'aménagement du Front-de-Seine le tronçon entre le quai de Grenelle et la rue Emeriau a été recouvert d'une dalle.

## Bâtiments remarquables et lieux de mémoire[3]
- No 116 et 56, rue du Commerce : bâtiment ayant conservé sa volumétrie d'origine et sa simplicité, contraste et marque un repère sur la rue.
- No 120 et 57, rue du Commerce : bâtiment bas d'origine (période 1830), contraste et repère sur la rue.
- No 48 : il ne reste plus aucune trace de l'annexe des usines Citroën qui a abrité, dans des conditions très spartiates, l'atelier de Flaminio Bertoni, le génial créateur des carrosseries des modèles iconiques de la marque, Traction Avant, 2 CV, DS et enfin Ami 6. Ceci dans le plus parfait anonymat, comme c'était la norme à l'époque du quai de Javel ! C'est le travail des historiens qui a permis son retour en gloire, cela mériterait bien une plaque commémorative.[non neutre]
- No 58 : le poète Xavier Grall y vécut de 1951 à 1960 ; une plaque lui rend hommage.
- Nos 78 à 78[Quoi ?] : immeuble de rapport de style Art déco à la réalisation très soignée (décor caractéristique garde-corps à motifs géométriques, frise en mosaïques polychromes ornant le cinquième étage, ferronnerie de la porte d'entrée, cannelures). La façade en brique rouge est rythmée par deux bow-windows reliés au cinquième étage par une loggia. Au sixième étage, un balcon filant épouse la courbe des bow-windows.
- No 81 : immeuble élevé de quatre étages carrés sur rez-de-chaussée, construit en 1832. Il est l'un des premiers et rares survivants des immeubles de rapport du village de Beaugrenelle.
- No 114 : la rue du Commerce est conçue pour devenir l'axe commercial principal du lotissement de Beaugrenelle (1824). Bordée d'immeubles souvent modestes, mais non dénués de recherche, la rue du Commerce forme avec ses abords un témoignage particulièrement intéressant de l'histoire et du développement des faubourgs de Paris. Bâtiment de 1846 de volumétrie modeste présentant une modénature développée.
- No 116 : la rue du Commerce est conçue pour devenir l'axe commercial principal du lotissement de Beaugrenelle (1824). Bordée d'immeubles souvent modestes, mais non dénués de recherche, la rue du Commerce forme avec ses abords, un témoignage particulièrement intéressant de l'histoire et du développement des faubourgs de Paris. Bâtiment de 1846 intégré dans une séquence variée de hauteurs modestes.
- No 138 : immeuble de rapport construit par l'architecte Bruno Elkouken dans les années 1930. L’immeuble appartenait à Helena Rubinstein, épouse en secondes noces du prince Artchill Gourielli Tchkonia. Il est très caractéristique du mouvement moderne avec sa façade dépourvue de tout ornement, ses baies horizontales et ses deux bow-windows rectangulaires. « Il échappe à la sécheresse et à la monotonie par quelques détails inspirés, comme les garde-corps des balcons des sixième et septième étages ou quelque peu surréaliste comme cet unique lampadaire en forme de globe, seul à éclairer une cour d'une densité pourtant oppressante. L'architecte de talent se reconnaît à l'escalier extérieur présent sur la cour et dont les paliers sont autant de balcons et les volées prétextes au seul ornement de tout l'immeuble qu'est la balustrade »[4].

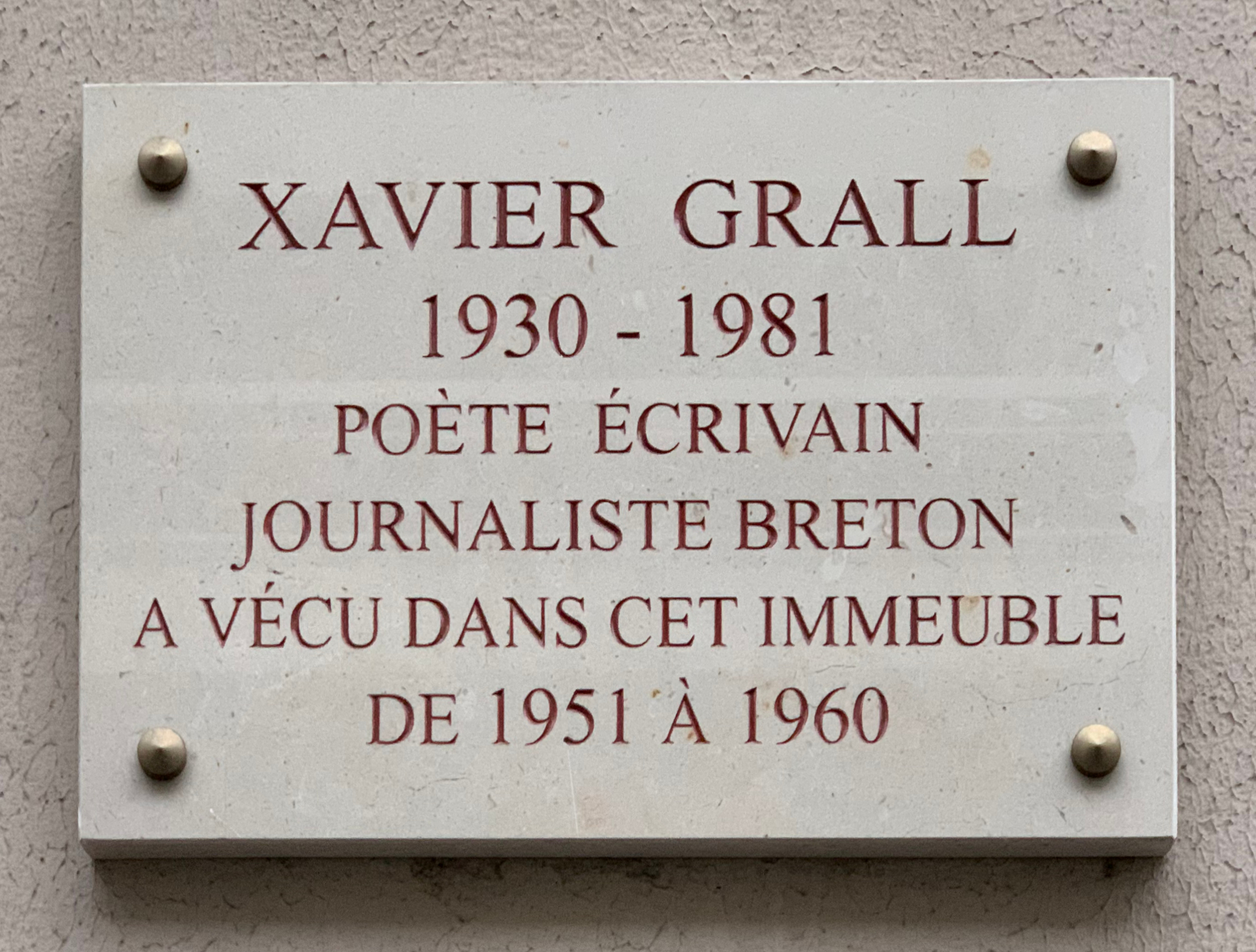
Plaque au no 58 en hommage à Xavier Grall.
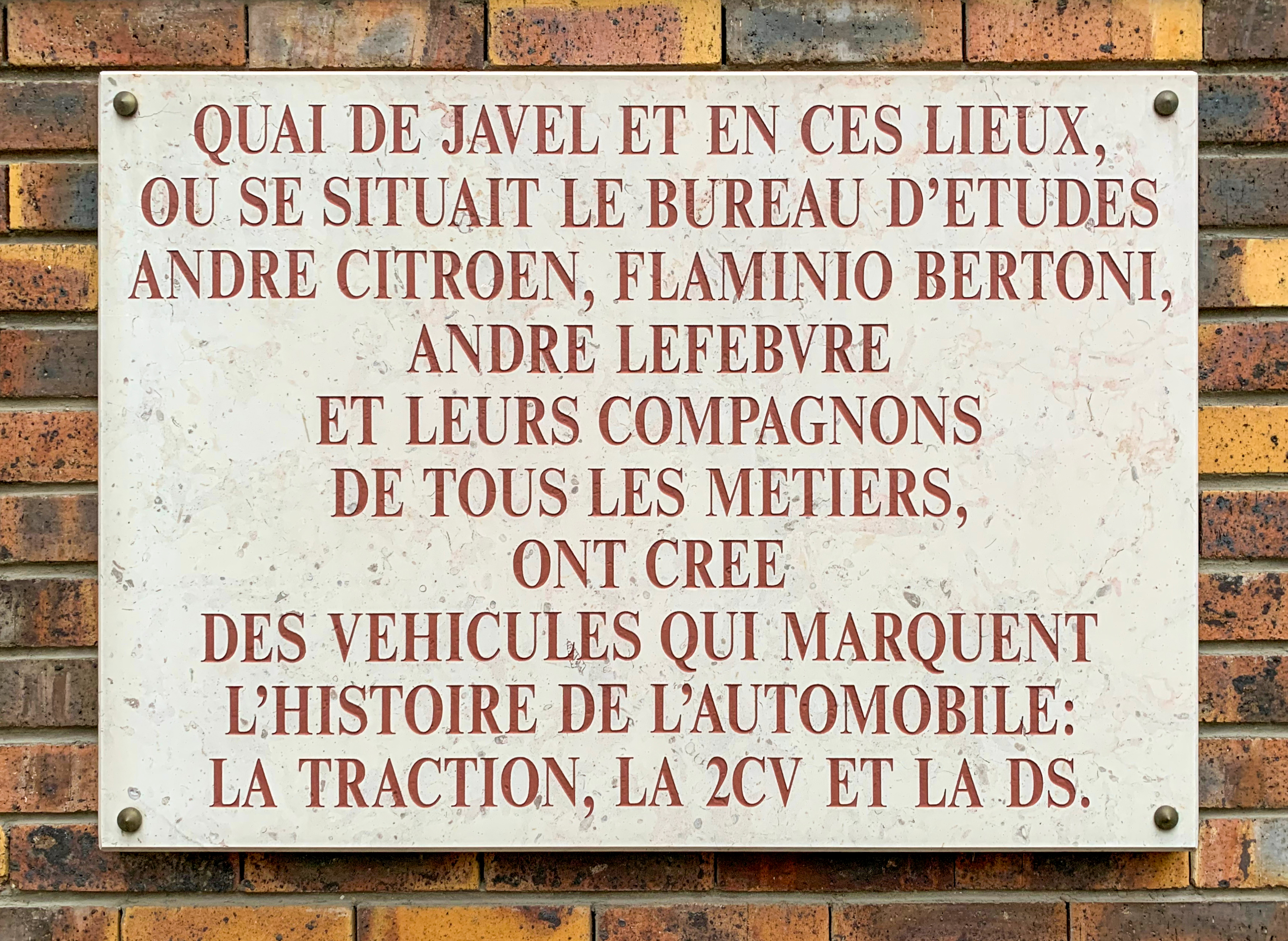
Plaque au no 44, rappelant que s'y trouvaient le bureau d'études de Citroën, les usines étant le long du quai de Javel. La plaque mentionne André Citroën, Flaminio Bertoni et André Lefèbvre.
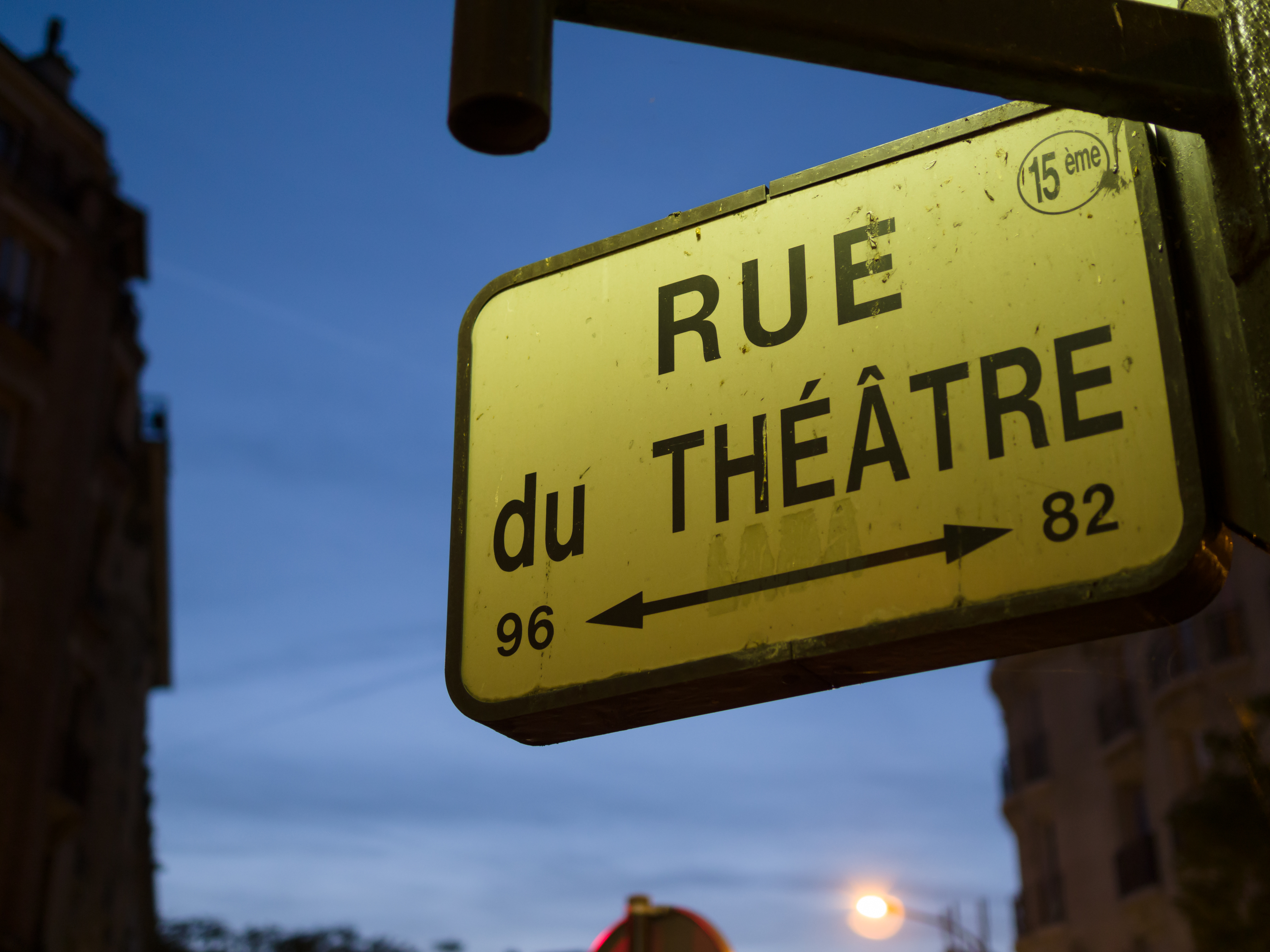
Plaque de rue.